# RECCO

Il logo del sistema RECCO.

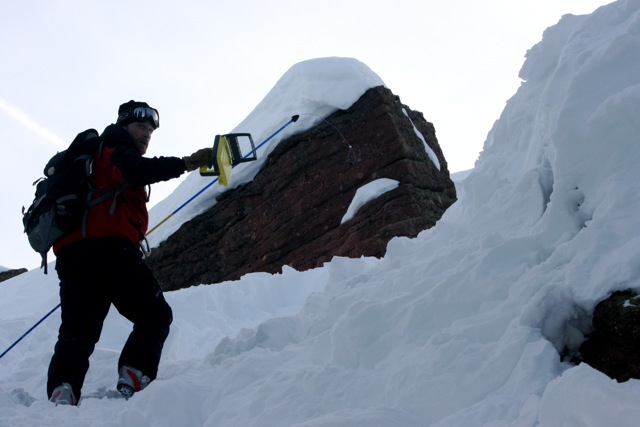
Un soccorritore mentre usa il rilevatore Recco R9

Recco è il nome commerciale di un sistema elettronico che serve per ritrovare persone sepolte nella neve in seguito a una valanga.

## Storia
Il sistema Recco è stato sviluppato quando il suo inventore, Magnus Granhed, assistette a una valanga che travolse alcuni sciatori ad Åre, in Svezia, nel 1973. Data la vastità dell'area, i presenti non erano in grado di prestare alcun soccorso ai travolti, che furono ritrovati e disseppelliti diverse ore dopo, ormai deceduti.
Granhed lavorò con ricercatori dell'Istituto Reale di Tecnologia (Kungliga Tekniska Högskolan) di Stoccolma e studiò le tecnologie già esistenti. Riteneva che, sebbene gli apparecchi di ricerca in valanga (noti come ARVA o ARTVA) funzionassero bene, avessero dei problemi, come un elevato costo, la necessità di essere accesi e spenti ed il bisogno di batterie; così decise che sarebbe stato più semplice e pratico utilizzare solo un riflettore di onde, portato dallo sciatore.
Nel 1975 l'inventore del sistema antivalanga Skadi, John Lawton, propose di inserire un riflettore di onde nei biglietti della seggiovia e dello ski lift. Durante l'inverno 1978/1979 Granhed, assieme all'Istituto Reale di Tecnologia, condusse meticolosamente un esperimento. Durante tutto l'inverno furono mandate nella neve delle onde radio variando la frequenza ogni poche ore, finché non si trovò la frequenza migliore per penetrare nella neve.
Granhed fondò la Recco AB nel 1980 e poco dopo creò il primo prototipo funzionante, che tuttavia risultava pesante e ingombrante.
I primi dispositivi vennero commercializzati nei primi anni ottanta. Il primo salvataggio di un sepolto in valanga col sistema Recco avvenne nel 1987 a Lenzerheide, in Svizzera, ma il sistema non venne usato diffusamente fino agli anni novanta, quando le nuove tecnologie disponibili consentirono lo sviluppo di un rilevatore di piccole dimensioni trasportabile facilmente dai soccorritori sia a piedi sia in elicottero.
In Alto Adige è stato utilizzato per la prima volta per la ricerca di due alpinisti, Ulrich Seebacher e Andreas Zöggeler, travolti da una valanga staccatasi a ca. 3000 m sulla Gran Vedretta in val di Vizze il 22 ottobre 2016, dall'Aiut Alpin Dolomites. Il riflettore si trovava nel casco di Zöggeler. Lo stesso giorno è scesa una seconda valanga su altri due compagni di cordata, Thomas Lun e Peter Vigl, anche loro deceduti.

## Descrizione

### Funzionamento

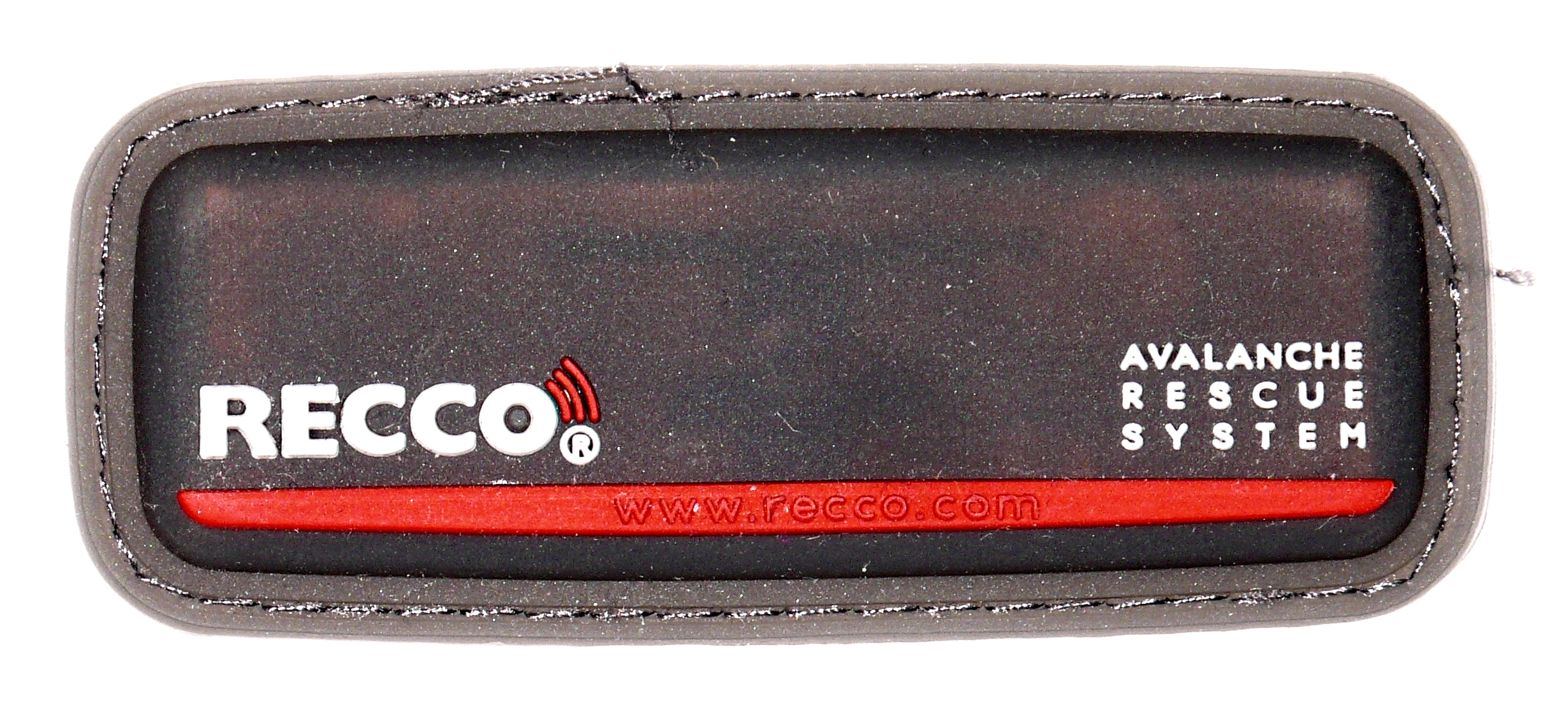
Un riflettore Recco

Il sistema Recco è composto da due parti: un riflettore inserito dentro i vestiti, gli scarponi, i caschi e le protezioni per il corpo indossati dallo sciatore e un rilevatore usato dalle squadre di soccorso alpino.
Il riflettore è una piccola capsula di circa 1,3×5×0,15 centimetri di dimensioni, la quale contiene un paio di antenne a foglio collegate da un diodo. Le dimensioni delle antenne fanno sì che esse formino un circuito che risuona a una specifica frequenza. Il riflettore è passivo, il che significa che non ha bisogno di alimentazione e non è necessario accenderlo e spegnerlo. Recco raccomanda di avere due riflettori posizionati su lati opposti del corpo. Molti produttori di indumenti ne mettono uno in una manica della giacca e un altro nella gamba opposta dei pantaloni. Alcuni fabbricanti di scarponi da sci li mettono anche in ogni stivale.
Il rilevatore è un trasmettitore/ricevitore del peso di circa 1,6 kg emette un segnale direzionale da un'antenna e, se il segnale colpisce un riflettore, viene ritrasmesso verso il rilevatore stesso. A causa della presenza del diodo, la frequenza del segnale di risposta è raddoppiata. In questo modo il rilevatore può stabilire che riceve il segnale riflesso dal riflettore e non da un semplice pezzo di metallo della lunghezza giusta.
Il segnale che ritorna al rilevatore viene convertito in un impulso audio il cui volume è proporzionale all'intensità del segnale ricevuto; in questo modo il soccorritore può determinare accuratamente la posizione del riflettore una volta che il segnale è rilevato.
Il segnale del sistema Recco è in grado di passare facilmente attraverso aria, neve asciutta e ghiaccio. L'acqua liquida invece assorbe il segnale, per cui nelle stagioni calde, quando la neve è bagnata, la portata del sistema diminuisce.
Il rilevatore Recco trasmette alla frequenza di 917 MHz con una potenza di circa 1,5 watt, mentre il diodo raddoppia la frequenza di riflessione a 1834 MHz. Questo segnale, di frequenza raddoppiata, viene ricevuto dal rilevatore e indica la presenza di un riflettore Recco.

### Uso

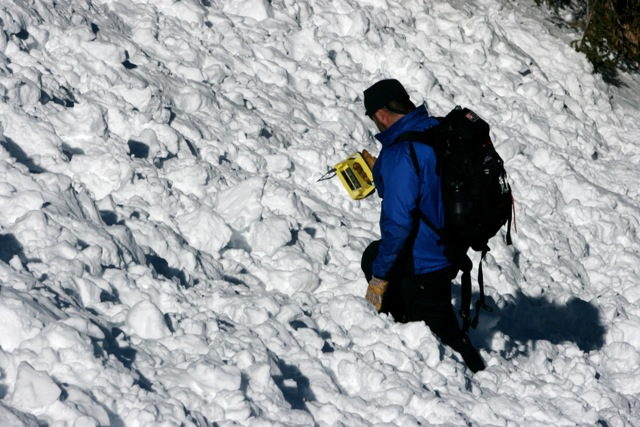
Un soccorritore usa un rilevatore Recco R9 in addestramento

L'area di ricerca, dove c'è stata una valanga, viene suddivisa in corridoi larghi 20 metri. Il rilevatore può essere adoperato da soccorritori a piedi, con gli sci o anche da un elicottero. Una volta che il segnale di risposta viene ricevuto, l'operatore si dirige nella direzione dove il segnale acustico emesso dal rilevatore è più forte. Quando il suono scompare, il soccorritore si trova esattamente sopra la vittima. Talvolta il sistema può individuare un segnale anche se la vittima non indossa il riflettore Recco ma dispone di altre apparecchiature elettroniche.
I rilevatori Recco fanno parte dell'equipaggiamento standard di più di 600 tra impianti sciistici e squadre di soccorso alpino e il riflettore viene inserito negli abiti da sci e negli scarponi di note case produttrici di abbigliamento sportivo.
Il sistema Recco viene considerato (insieme all'ARTVA e ad altri dispositivi quali AvaLung e airbag da valanga) tra i fattori che garantiscono "Elevate possibilità di sopravvivenza, se si interviene rapidamente" in caso di seppellimento da valanga e tra le precauzioni utili per la riduzione del rischio residuo nelle attività su neve.

### Limiti del sistema
Il sistema non può essere usato come sistema di autosoccorso a differenza dell'ARTVA: gli alpinisti e gli sciatori non portano infatti con sé anche il rilevatore RECCO, per motivi di spazio, peso e costo. Visto che solo nei primi quindici minuti dopo il seppellimento ci sono le maggiori possibilità di estrarre persone in vita, l'attesa dell'arrivo dei soccorritori dotati di rilevatori RECCO può costituire un fattore di maggior rischio rispetto all'ARTVA. Secondo i dati raccolti dall'Associazione interregionale neve e valanghe (AINEVA) nel periodo 1985-2009 in Italia, le uniche due ricerche svolte con sistema RECCO non hanno ritrovato persone in vita. La stampa ha comunque riportato casi di ritrovamenti di sciatori in vita grazie al sistema RECCO.
Il sistema può inoltre risentire dalla schermatura prodotta dalla neve "bagnata" e anche direttamente dal soggetto: l'acqua e anche il corpo umano, essendo fatto in gran parte di acqua, costituiscono un fattore di schermatura per trovare i riflettori. Per questo motivo è consigliato utilizzare i riflettori su entrambi i lati opposti del corpo (ad esempio nella manica destra della giacca e nello scarpone sinistro o viceversa).